# Asthma (가수)
Asthma(2003년 ~)는 대한민국의 가수다. 2020년 싱글 [Without u]로 데뷔했다.

## 방송
- 고등래퍼 4 (2021) - Top32